# Frans Dogaer
François Dogaer, detto Frans (6 luglio 1897 – 5 luglio 1926), è stato un calciatore belga, di ruolo attaccante.